# Schönweg-St. Andrä
Schönweg-St. Andrä je naselje v Občini Šentandraž v Labotski dolini v Okraju Volšperk na Koroškem v Avstriji.